# Руайян-Восток (кантон)
Руайян-Восток (фр. Royan-Est) — кантон во Франции, находится в регионе Пуату — Шаранта. Департамент кантона — Шаранта Приморская. Входит в состав округа Рошфор. Население кантона на 2006 год составляло 18 009 человек.
Код INSEE кантона 1725. Всего в кантон Руайян-Восток входят 2 коммун, из них главной коммуной является Руайян.

## Коммуны кантона
- Сен-Жорж-де-Дидон — население 5059 чел.
- Руайян